# Nobelprisen i kemi
Nobelprisen i kemi uddeles, sammen med nobelprisen i fysik, af Videnskabsakademiet, og er en af de oprindelige nobelpriser som er blevet uddelt siden 1901.
Otte år er prisen ikke blevet uddelt (1916, 1917, 1919, 1924, 1933, 1940-1942).

## Prismodtagere af Nobelprisen i kemi

### 1901-1910
1901 Jacobus Henricus van 't Hoff
1902 Hermann Emil Fischer
1903 Svante August Arrhenius
1904 Sir William Ramsay
1905 Johann Friedrich Wilhelm Adolf von Baeyer
1906 Henri Moissan
1907 Eduard Buchner
1908 Ernest Rutherford
1909 Wilhelm Ostwald
1910 Otto Wallach

### 1911-1920
1911 Marie Sklodowska-Curie
1912 Victor Grignard, Paul Sabatier
1913 Alfred Werner
1914 Theodore William Richards
1915 Richard Martin Willstätter
1918 Fritz Haber
1920 Walther Hermann Nernst

### 1921-1930
1921 Frederick Soddy
1922 Francis William Aston
1923 Fritz Pregl
1925 Richard Adolf Zsigmondy
1926 Theodor Svedberg
1927 Heinrich Otto Wieland
1928 Adolf Otto Reinhold Windaus
1929 Arthur Harden, Hans Karl August Simon von Euler-Chelpin
1930 Hans Fischer

### 1931-1939
1931 Carl Bosch, Friedrich Bergius
1932 Irving Langmuir
1934 Harold Clayton Urey
1935 Frédéric Joliot, Irène Joliot-Curie
1936 Petrus Josephus Wilhelmus Debije (Peter Debye)
1937 Walter Norman Haworth, Paul Karrer
1938 Richard Kuhn
1939 Adolf Friedrich Johann Butenandt, Leopold Ružička

### 1943-1950
1943 George de Hevesy
1944 Otto Hahn
1945 Artturi Ilmari Virtanen
1946 James Batcheller Sumner, John Howard Northrop og Wendell Meredith Stanley
1947 Sir Robert Robinson
1948 Arne Wilhelm Kaurin Tiselius
1949 William Francis Giauque
1950 Otto Diels, Kurt Alder

### 1951-1960
1951 Edwin Mattison McMillan og Glenn Theodore Seaborg
1952 Archer John Porter Martin og Richard Laurence Millington Synge
1953 Hermann Staudinger
1954 Linus Carl Pauling
1955 Vincent du Vigneaud
1956 Sir Cyril Norman Hinshelwood, Nikolaj Semjonov
1957 Lord Alexander R. Todd
1958 Frederick Sanger
1959 Jaroslav Heyrovsky
1960 Willard Frank Libby

### 1961-1970
1961 Melvin Calvin
1962 Max Ferdinand Perutz, John Cowdery Kendrew
1963 Karl Ziegler, Giulio Natta
1964 Dorothy Crowfoot Hodgkin
1965 Robert Burns Woodward
1966 Robert Sanderson Mulliken
1967 Manfred Eigen, Ronald George Wreyford Norrish, George Porter
1968 Lars Onsager
1969 Derek H. R. Barton, Odd Hassel
1970 Luis F. Leloir

### 1971-1980
1971 Gerhard Herzberg
1972 Christian B. Anfinsen, Stanford Moore, William H. Stein
1973 Ernst Otto Fischer, Geoffrey Wilkinson
1974 Paul J. Flory
1975 John Warcup Cornforth, Vladimir Prelog
1976 William Nunn Lipscomb, Jr.
1977 Ilya Prigogine
1978 Peter D. Mitchell
1979 Herbert C. Brown, Georg Wittig
1980 Paul Berg, Walter Gilbert, Frederick Sanger

### 1981-1990
1981 Kenichi Fukui, Roald Hoffmann
1982 Aaron Klug
1983 Henry Taube
1984 Robert Bruce Merrifield
1985 Herbert A. Hauptman, Jerome Karle
1986 Dudley R. Herschbach, Yuan T. Lee, John Charles Polanyi
1987 Donald J. Cram, Jean-Marie Lehn, Charles J. Pedersen
1988 Johann Deisenhofer, Robert Huber, Hartmut Michel
1989 Sidney Altman, Thomas R. Cech
1990 Elias James Corey

### 1991-2000
1991 Richard R. Ernst
1992 Rudolph A. Marcus
1993 Kary B. Mullis, Michael Smith
1994 George A. Olah
1995 Paul J. Crutzen, Mario J. Molina, F. Sherwood Rowland
1996 Robert Curl, Sir Harold Kroto, Richard Smalley
1997 Paul D. Boyer, John E. Walker, Jens C. Skou (For opdagelsen af Natrium-Kalium-pumpen)
1998 Walter Kohn, John A. Pople
1999 Ahmed H. Zewail (for sine studier af overgangstilstande i kemiske reaktioner ved brug af femtosekundspektroskopi)
2000 Alan J. Heeger, Alan G. MacDiarmid, Hideki Shirakawa

### 2001-2010
2001 William S. Knowles, Ryoji Noyori, K. Barry Sharpless
2002 Kurt Wüthrich, John B. Fenn, Koichi Tanaka
2003 Peter Agre og Roderick McKinnon (for opdagelser angående kanaler i cellemembraner)
Peter Agre: for opdagelsen af vandkanaler
Roderick McKinnon: for strukturelle og mekanistiske studier af ionkanaler
2004 Aaron Ciechanover, Avram Hershko, Irwin Rose (for opdagelsen af ubiquitin-medieret proteindegadering)
2005 Yves Chauvin, Robert Grubbs, Richard Schrock (for udviklingen af metatesemetoden i organisk kemi
2006 Roger D. Kornberg (for sine studier af den molekylære basis for eukaryot transskription)
2007 Gerhard Ertl (for studier af kemiske processer på faste overflader)
2008 Osamu Shimomura, Martin Chalfie og Roger Tsien (for opdagelse og anvendelse af et fluorescerende protein)
2009 Vankatraman Ramakrishnan, Thomas A. Steitz, Ada E. Yonath (for forskning i ribosomer)
2010 Richard F. Heck, Ei-ichi Negishi, Akira Suzuki (for udviklingen af en palladium-katalyseret krydskobling)

### 2011-2020
2011 Daniel Shechtman ("for sin opdagelse af kvasikrystaller").
2012 Robert J. Lefkowitz og Brian K. Kobilka ("for medicinske studier af proteiner").
2013 Martin Karplus, Michael Levitt og Arieh Warshel (for udviklingen af multiskala modeller for complekse kemiske systemer).
2014 Eric Betzig, Stefan W. Hell og William E. Moerner (for udvikling af super-opløsningsmikroskopi)
2015 Tomas Lindahl, Paul L. Modrich og Aziz Sancar (for mekanistiske studier af, hvordan DNA repareres i kroppen)
2016 Jean-Pierre Sauvage, J. Fraser Stoddart og Bernard L. Feringa (for design og syntese af molekylære maskiner)
2017 Jacques Dubochet, Joachim Frank og Richard Henderson (for udvikling af kryo-elektronmikroskopi til strukturbestemmelse af biomolekyler i høj opløsning)
2018 Frances H. Arnold samt George P. Smith og Gregory P. Winter (for at anvende principper om genetisk forandring og udvælgelse til at udvikle proteiner, der kan løse menneskehedens problemer).
2019 John B. Goodenough, M. Stanley Whittingham og Akira Yoshino (for udviklingen af lithium-ion batterier)
2020 Emmanuelle Charpentier og Jennifer Doudna (metoder til genetisk modificering, CRISPR)

### 2021-2030
2021 Benjamin List og David MacMillan for udvikling af asymmetrisk organokatalyse.
2022 Morten Meldal, Carolyn R. Bertozzi og K. Barry Sharpless for "udviklingen af klikkemi og bioortogonal kemi".
2023 Moungi G. Bawendi, Louis E. Brus og Aleksej I. Jekimov for "opdagelsen og syntesen af kvanteøer".
2024 David Baker for "computationelle metoder til proteindesign" samt Demis Hassabis og John Jumper for "forudsigelsen af proteinstrukturer".